# پوکروفسکایا (شهرستان ولسکی، استان آرخانگلسک)
پوکروفسکایا (به لاتین: Pokrovskaya) یک منطقهٔ مسکونی در روسیه است که در استان آرخانگلسک واقع شده‌است.